# Када је месец ниско (књига)
Када је месец ниско  (енгл. When the Moon is Low) је роман ауторке Надије Хашими (енгл. Nadia Hashimi), објављен 2015. године. Српско издање објавила је издавачка кућа Лагуна из Београда 2021. године у преводу Дубравке Срећковић Дивковић.

## О аутору
Надија Хашими је рођена у Њујорку 1977. године. Живи у Америци, у Вашингтону, са четворо деце и мужем и по струци је педијатар. Родитељи су јој емигрирали из Авганистана седамдесетих година 20. века.

## О делу
Роман Кад је месец ниско је прича о авганистанској породици Везири која је принуђена да бежи од талибанске власти. Радња романа дешава се најпре у Авганистану, касније на путу кроз земље Европе. Главни лик је Фериба, девојчица која расте без мајке, осуђена одмалена на борбу с предрасудама. Фариба је имала тешко детињство, али је ипак успела да се образује, постане учитељица, уда се за Махмуда, мушкарца који је воли и поштује. Пар има троје деце и њиховој срећи нема краја, све до тренутка када Махмуд не постане жртва талибанских фундаменталиста. Фариба тада са децом напушта Кабул и мора пронаћи начин да пређе Европу и стигне до Енглеске. На том путу, препуном тешкоћа и неизвесности, прелазе пасошке контроле са лажним пасошима. На путу кроз Иран, Турксу, Грчку, Француску и Италију немају новца, хране, склоништа додатно отежавају унутрашњи сукоби.
Селим, њен петнаестогодишњи син у једном тренутку, у Грчкој, се одвоја од ње и остало двоје деце. Фариба са ћерком Самиром и бебом Азизом у наручју нема избора и мора да настави даље путовање. Без мајке, сам, Селим, приморан је нагло, да постане пунолетан у свету трговине људима и бедних избегличких кампова. Фериба размишља да ли је раздвојеност проклетство или благослов? Можда ће Селим успети да дође до одредишта чак и ако она не успе. И поред мајчине патње, приказана је и патња Селима који се нада да ће се породица можда у једном тренутку сусрести.

## Награде
Књига је номинована за награду Goodreads Choice за фикцију 2015. године.